# Naßfeldhaus

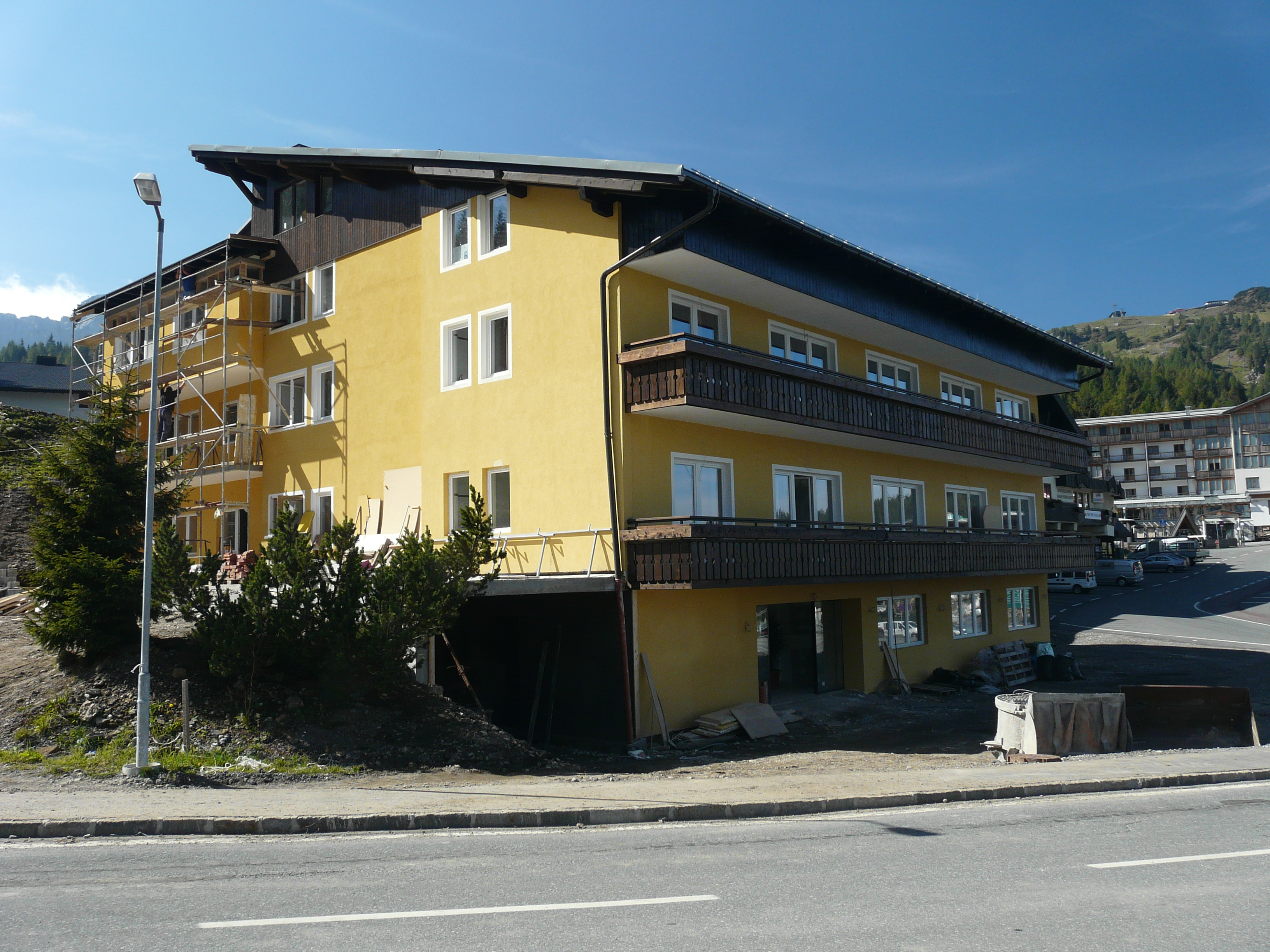
Das Naßfeldhaus

Das Naßfeldhaus ist eine auf 1513 Metern Höhe gelegene ehemalige Alpenvereinshütte, die in dem Teil der Karnischen Alpen liegt, der zum österreichischen Bundesland Kärnten gehört. Das Haus befindet sich im östlichen Bereich des kleinen Ortszentrums von Sonnenalpe Nassfeld und liegt unmittelbar an der Nassfeld Straße, ein wenig unterhalb des Nassfeldpasses.

## Geschichte
Das Naßfeldhaus wurde 1970 von der OeAV-Sektion Hermagor errichtet und war damit bereits die fünfte Hütte dieses Namens. Mit dem Ausbau des beim Nassfeld gelegenen Schigebietes entstand dann in der Folgezeit rund um das Naßfeldhaus das Hoteldorf Sonnenalpe Naßfeld. Gegenüber den Standards der damit geschaffenen touristischen Infrastruktureinrichtungen konnte sich das Naßfeldhaus dann trotz mehrerer finanziell aufwendiger Renovierungsmaßnahmen immer weniger behaupten. Im Jahr 2000 wurde das Naßfeldhaus verkauft und wird seither als privates Hotel betrieben.